# فاروق ابوعیسی
فاروق ابوعیسی (به عربی: فاروق أبو عيسى) (زادهٔ ۱۲ اوت ۱۹۳۳ – درگذشتهٔ ۱۲ آوریل ۲۰۲۰) سیاستمدار و وکیل اهل سودان بود. وی از ۱۹۶۹ تا ۱۹۷۱ وزیر امور خارجه سودان بود.
فاروق ابوعیسی در ۱۲ آوریل ۲۰۲۰، در سن ۸۶ سالگی درگذشت.